# Timnit Gebru

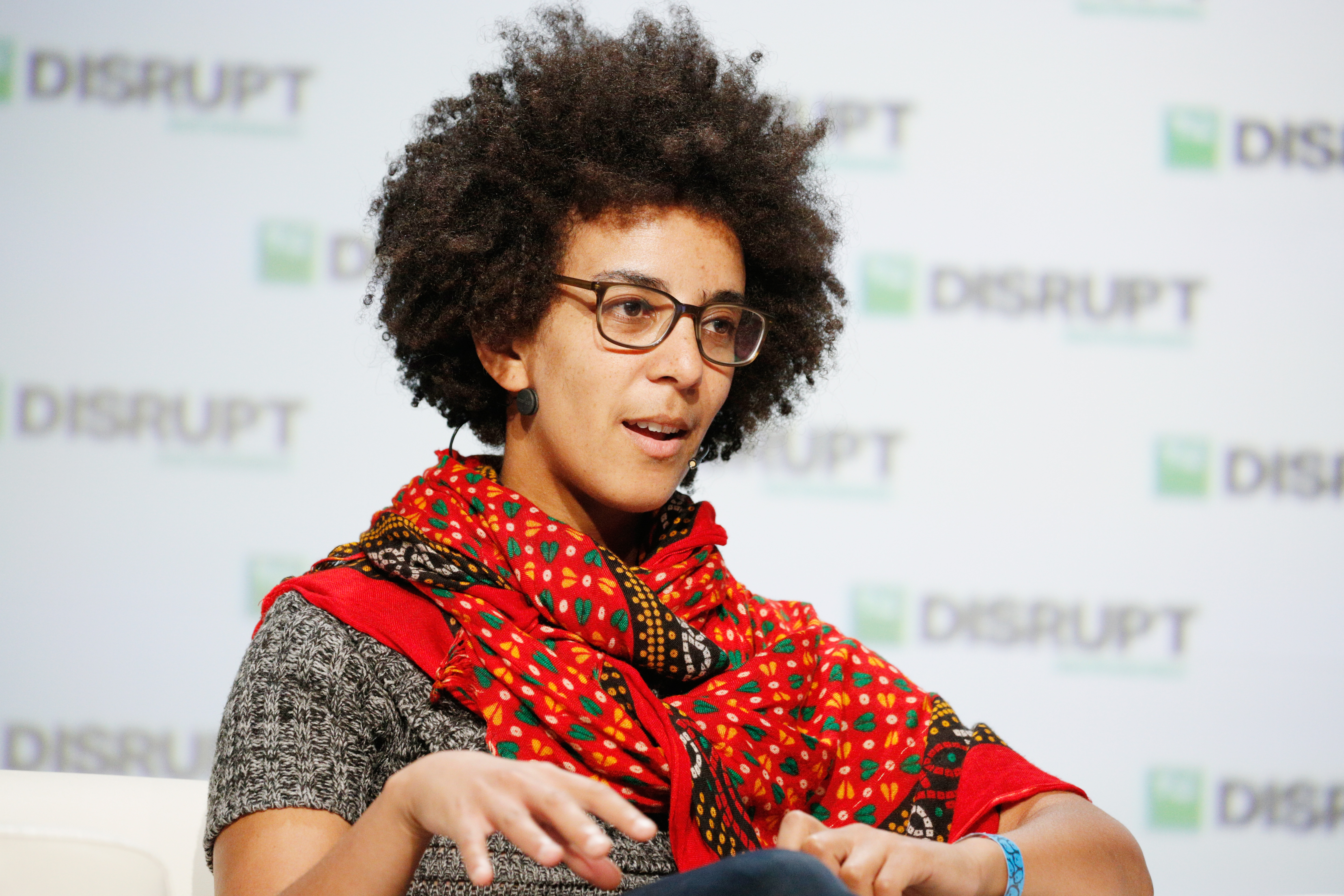
Gebru (2018)

Timnit Gebru (geboren 1982 oder 1983 in Addis Abeba) ist eine Ingenieurin und Informatikerin, die auf dem Gebiet der künstlichen Intelligenz (KI) forscht. Bis Anfang Dezember 2020 war sie Co-Leiterin der Abteilung für Ethik in der KI (Ethical AI Intelligence Team) bei dem US-amerikanischen Technologieunternehmen Google. Sie ist Mitgründerin des Distributed AI Research Institute (DAIR).

## Leben und Werk
Gebru immigrierte mit 16 Jahren als Tochter eritreischer Eltern in die Vereinigten Staaten. 2001 nahm sie ein Studium der Elektrotechnik an der Stanford University auf, das sie mit Bachelor und Master abschloss. Während ihrer Zeit in Stanford, wo sie bei Fei-Fei Li forschte und 2017 mit der Dissertation Visual computational sociology : computer vision methods and challenges in Computer Vision promoviert wurde, war sie Mitbegründerin der Organisation Black in AI, die sich für die Zusammenarbeit sowie größeren Einfluss und Sichtbarkeit Schwarzer in der Forschung zu künstlicher Intelligenz einsetzt.
Einer breiteren Öffentlichkeit bekannt wurde Gebru 2018 durch die gemeinsam mit der Informatikerin Joy Buolamwini vom MIT Media Lab verfasste Publikation Gender Shades, in der die Wissenschaftlerinnen nachwiesen, dass kommerzielle Systeme zur automatischen Gesichtserkennung für Menschen mit nicht-weißer Hautfarbe sowie weibliche Personen signifikant schlechter funktionieren als für weiße, männliche Personen.

“It is past time for researchers to prioritize energy efficiency and cost to reduce negative environmental impact and inequitable access to resources.”

„Es ist überfällig, dass [KI-]Forschende Energieeffizienz und -kosten priorisieren, um negative Umwelteinflüsse und ungleichen Zugang zu Ressourcen zu reduzieren.“

Ab 2018 arbeitete Gebru, die zuvor ein Jahr als Postdoc bei Microsoft Research geforscht hatte, bei Google AI, der KI-Abteilung des Internetkonzerns. Anfang Dezember 2020 wurde Gebrus Arbeitsvertrag mit Google fristlos aufgelöst, nachdem das Management verlangt hatte, dass sie eine zum Peer-Review eingereichte Publikation über Probleme moderner KI-Systeme zur Verarbeitung natürlicher Sprache, wie sie für die Google-Suche eingesetzt werden, zurückzieht. Laut der unter anderem von der Sprachwissenschaftlerin Emily M. Bender, Professorin an der University of Washington, mitverfassten Studie gebe es vier große Risiken dieser sogenannten Transformer, darunter die erheblichen negativen Umweltauswirkungen der für Erzeugung und Betrieb nötigen Rechenleistung sowie einen starken diskriminierenden Bias, der dadurch entstehe, dass die Modelle aus riesigen, ungefiltert aus dem Internet gescrapten Datenmengen erzeugt werden.
Über die genauen Umstände von Gebrus Ausscheiden gab es widersprüchliche Angaben. Laut Google-AI-Direktor Jeff Dean habe das Papier nicht den internen Qualitätsanforderungen entsprochen. Gebru hatte unter anderem gefordert, ihr Informationen darüber zugänglich zu machen, welche Personen zu dieser Einschätzung beigetragen hatten. Ein Google-AI-Mitarbeiter aus Montreal äußerte öffentlich, seine eigenen Publikationsanträge seien bislang vom Arbeitgeber zwar stets darauf begutachtet worden, ob sie sensible Informationen offenlegten, nicht jedoch bezüglich ihrer Qualität. Innerhalb weniger Tage unterzeichneten über 1.400 Google-Mitarbeitende und 1.900 weitere Personen einen offenen Brief, in dem sie die Entlassung Gebrus kritisieren.
Im Jahr 2021 ehrte die Fachzeitschrift Nature sie mit einem Eintrag in ihrer Nature’s-10-Liste als eine der zehn Personen, welche die Wissenschaft in jenem Jahr geprägt haben.
Gebru äußerte sich mehrfach kritisch über den Effektiven Altruismus. Ihre Aussagen zum Terrorangriff der Hamas auf Israel 2023 wurden als antisemitisch kritisiert, nachdem sie ein Video mit dem Slogan From the River to the Sea verbreitet hatte.

## TESCREAL
Zusammen mit dem US-amerikanischen Philosophen und Historiker Émile P. Torres etablierte Gebru das Akronym TESCREAL zur Beschreibung des Einflusses von miteinander verbundenen und sich überschneidender Ideologien im Bereich der Künstlichen Intelligenz; es besteht aus den Anfangsbuchstaben der Begriffe Transhumanismus, Extropianismus, Singularitarianismus, Russischer Cosmismus, Rationalismus, Effektiver Altruismus und Longtermismus. Sie kritisiert dabei, was sie als eine Gruppe sich überschneidender futuristischer Philosophien ansieht und ordnet diese Strömung als rechtsgerichteten Einfluss auf „Big Tech“ ein; dabei bezeichnet sie entsprechende Vertreter als „Eugeniker des 20. Jahrhunderts“.
Die Wissenschaftskommentatorin Anjana Ahuja fügt hinzu: „Menschen, die sehr reich oder sehr klug oder beides sind, glauben manchmal seltsame Dinge. Einige dieser Überzeugungen werden im Akronym Tescreal zusammengefasst.“ Ahuja behauptet weiter, dass Technik-Experten diese „unscharfen Zukunftsprobleme wie z. B. existenzielle Risiken durch künstliche Intelligenz“ nur diskutierten, um von „echten Schäden … gegenwärtig“ wie algorithmischer Voreingenommenheit abzulenken.
Der Soziologe James J. Hughes, ehemaliger Geschäftsführer der World Transhumanist Association (Humanity+) und Eli Sennesh kritisieren, was sie „die Anti-TESCREAL-Verschwörung“ nennen, als „reaktiv“ (statt „proaktiv“) und argumentieren, dass „jede Philosophie einen progressiven politischen Flügel hat, der ignoriert wurde.“
Zeitweise beschrieb sich der US-amerikanische Softwareentwickler, Unternehmer und Finanz-Investor Marc Andreessen auf seinem „X“-Profil (ehemals twitter) u. a. als „TESCREAList“.

## Werk
- Mit Émile P. Torres: The TESCREAL bundle: Eugenics and the promise of utopia through artificial general intelligence. In: First Monday. 14. April 2024, ISSN 1396-0466, doi:10.5210/fm.v29i4.13636.